# Dassault Mirage IV

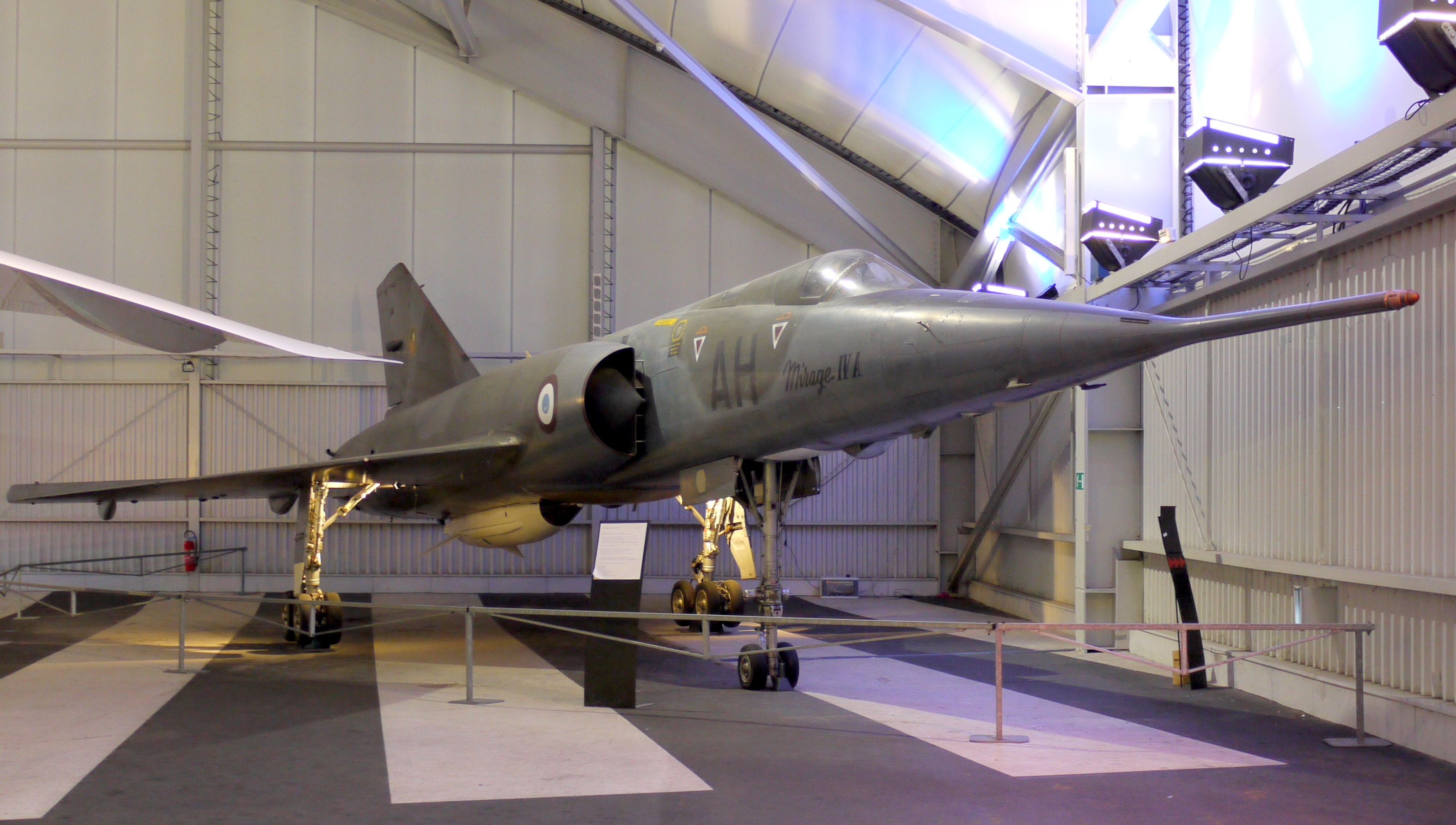
Il Dassault Mirage IVA "AH".

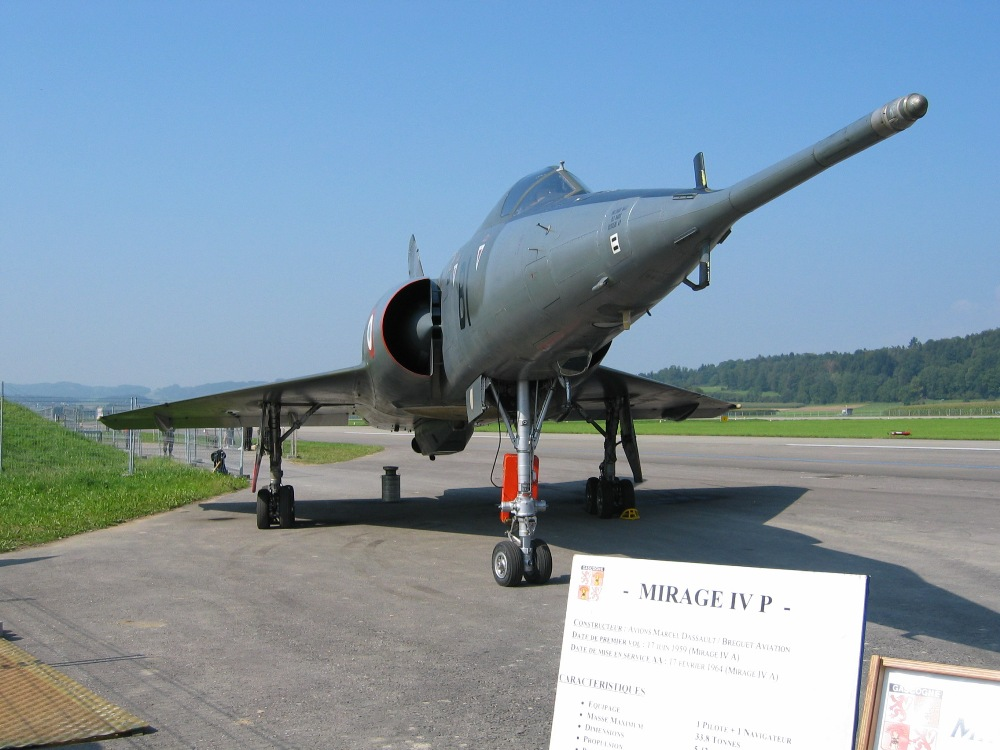
Il Dassault Mirage IVP "BI".

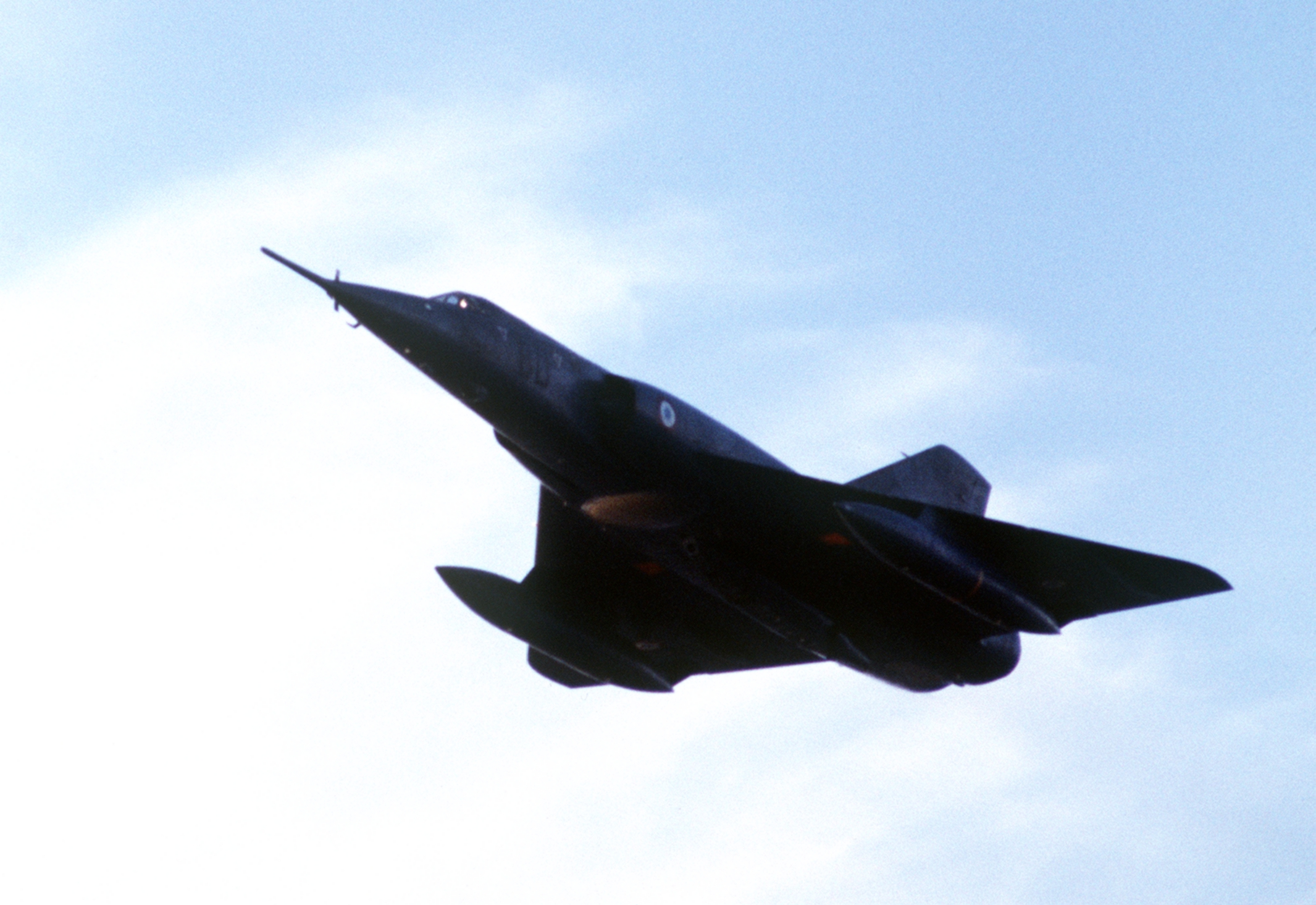
Un Mirage IV in volo.

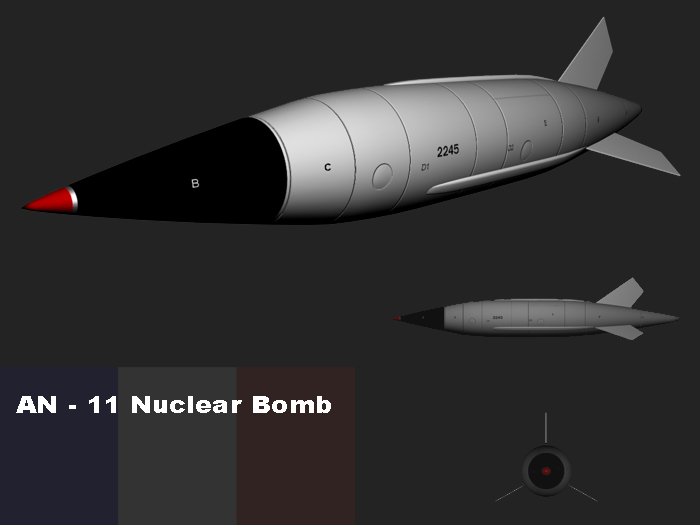
La bomba nucleare AN-11.

Il Dassault Mirage IV (in francese: miraggio) era un bombardiere strategico a medio raggio, bimotore a getto ad ala a delta, prodotto dall'azienda francese Société des Avions Marcel Dassault negli anni sessanta.
Dotato di capacità di trasporto di un ordigno termonucleare, è entrato in servizio nel 1964 ed è stato il primo vettore della triade nucleare del deterrente nucleare francese. La sua carriera è durata più di 40 anni (è stato ritirato dal servizio nel giugno 2005), venne utilizzato dai reparti dell'Armée de l'air, l'aeronautica militare francese, anche nel ruolo di ricognizione strategica fino al 2005, anno della sua radiazione.

## Storia

### Sviluppo
Lo sviluppo del Mirage IV fu strettamente collegato alla volontà del generale de Gaulle di dotare la Francia di una propria forza di deterrenza basata su armi nucleari, decidendo che la prima componente a essere dotata di armi nucleari sarebbe stata quella aerea, a cui avrebbe fatto seguito quella terrestre. Pertanto si decise di realizzare un bombardiere strategico per questo scopo utilizzando come base di partenza per lo sviluppo del nuovo velivolo il Dassault Mirage III. Ciò nonostante il Mirage IV sarebbe stato caratterizzato da alcune notevoli differenze rispetto al Mirage III. Di dimensioni maggiori rispetto al caccia Mirage III e dotato di due motori, avrebbe dovuto essere in grado di volare a velocità supersoniche per un periodo di tempo molto maggiore.
Le caratteristiche del bombardiere furono definite congiuntamente dalla Dassault e dalle forze armate e furono approvate il 20 marzo 1957. Il primo velivolo a essere realizzato fu un prototipo sperimentale, il Mirage IV-01, destinato a testare e a scoprire i problemi derivanti dal volo supersonico prolungato a cui l'aereo sarebbe stato sottoposto. Il prototipo realizzato era simile al Mirage IIIA ma pesava il doppio e imbarcava il triplo del carburante.
Per quanto riguarda invece la componente dei motori anche questi erano sostanzialmente i medesimi Snecma Atar del Mirage IIIA, con l'unica differenza che rispetto al Mirage III furono montati in coppia. Rispetto ai suoi contemporanei il Mirage IV fu però il primo aereo francese ad avere tutti i comandi di volo completamente elettrici, con un sistema di back up idraulico.
Originariamente si era supposto in fase di sviluppo che il Mirage IV dovesse operare in coppia con un secondo Mirage IV, dove il secondo apparecchio era destinato alla ricognizione e al supporto dell'apparecchio armato con la testata nucleare. Nel maggio del 1959 vennero ordinati 3 Mirage IVB, destinati alla pre-produzione. In questa fase, il Mirage IV-01 era considerato un prototipo più piccolo di quello che avrebbe dovuto essere il Mirage IV nel suo allestimento definitivo, ovvero la versione B, che avrebbe dovuto essere un velivolo molto più grande con una superficie alare di 130 m². Pertanto si era preso in considerazione di dotare l'apparecchio con due motori statunitensi che la Snecma avrebbe dovuto produrre su licenza, tuttavia sia per non dipendere da una potenza straniera per un aereo destinato alla dissuasione nucleare, sia per ridurne i costi, si decise di realizzare un aereo più piccolo: il Mirage IVA, con una superficie alare di 78 m², motorizzato con 2 Snecma Atar 9 D e con la possibilità di essere rifornito in volo.
Il Mirage IV-01 si alzò in volo per la prima volta il 17 giugno del 1959. Alla fabbricazione di serie del velivolo parteciparono circa 300 società aeronautiche francesi e il 29 maggio 1962 ci fu un primo ordine di 50 velivoli a cui fece seguito il 4 novembre 1965 un secondo ordine per altri 12 velivoli.

### Impiego operativo
Il primo aereo di serie venne consegnato all'Armée de l'air nel febbraio del 1964 e le consegne proseguirono al ritmo di due aerei al mese fino al marzo 1968. Il Mirage IV rappresentò per lungo tempo il maggiore deterrente nucleare messo in campo dalla Francia. Gli apparecchi venivano dislocati in diversi aeroporti militari francesi e la loro posizione veniva tenuta segreta. L'aviazione militare francese disponeva di tre squadriglie dotate complessivamente di 62 apparecchi e 45 dei quali sempre operativi. Complessivamente i 62 apparecchi disponevano di 12 KC-135 per il rifornimento. In caso di necessità anche lo stesso Mirage IV poteva fungere da velivolo da rifornimento. In questo caso il Mirage IV avrebbe operato insieme con un secondo apparecchio che sarebbe stato armato con una testata nucleare, mentre il primo dei due apparecchi avrebbe trasportato con sé una quantità sufficiente di carburante per entrambi gli apparecchi.
Verso la fine degli anni settanta, 12 Mirage IVA furono modificati per la ricognizione e dotati di pod CT-52 al posto della bomba AN-22 e di altri sistemi ottici di rilevamento e fotocamere, e furono rinominati Mirage IVR (R sta per reconnaissance, ricognizione).
Negli anni ottanta furono messi in servizio 18 Mirage IV modificati denominati Mirage IVP (P sta per pénétration, penetrazione, inizialmente dovevano essere denominati N come nucléaire), dotati di un nuovo sistema di navigazione che permetteva a questi apparecchi di volare a bassa quota e del nuovo missile nucleare ASMP. In tale occasione gli apparecchi furono anche dotati di nuovi sistemi per la guerra elettronica e per il disturbo dei radar.
Con la fine della guerra fredda l'importanza del bombardiere strategico nucleare di medio e lungo raggio perse di importanza e i rimanenti apparecchi furono modificati per operare nel ruolo di ricognitori strategici. A partire dal 2004 si iniziò a ritirare gli apparecchi in servizio, tutti furono radiati entro la fine del 2005.
L'armamento del Mirage IV consisteva essenzialmente in un'unica arma nucleare montata nel pilone centrale, prima la bomba AN-11 poi l'AN-22, infine il missile ASMP. Se non erano installati serbatoi supplementari nei piloni sub-alari, il Mirage IV poteva caricare oltre 6 × 1.200 kg di carico bellico oppure 4 missili anti-radar AS-37 Martel.

### Missioni
- 1966 - Opération Tamouré (10 maggio - 28 luglio), 1 Mirage IVA (raggiunto in seguito da un secondo esemplare), insieme con 2 aerocisterne C-135F decollò dalla Francia metropolitana alla volta della Polinesia francese per effettuare un lancio reale della bomba AN-21 da 60 kt (derivata dall'AN-11) al Centre d'expérimentation du Pacifique. Il lancio avvenne il 19 luglio 1966 alle 5:05 del mattino (ora locale) al largo di Moruroa.[8]
- 1974-1986 - Missioni di ricognizione in Ciad, dal settembre 1974 al febbraio 1986.
- 1995 - Opération Deliberate Force (29 agosto - 14 settembre 1995), missioni di ricognizione in Bosnia.
- 1996-1998 - Opération Condor (giugno 1996 - dicembre 1998), missioni di ricognizione a Gibuti.
- 1999 - Opération Allied Force/Trident (23 marzo - 10 giugno 1999), missioni di ricognizione durante la guerra del Kosovo.
- 2001-2002 - Opération Heraclès (21 ottobre 2001 - febbraio 2002), missioni di ricognizione durante la guerra in Afghanistan.
- 2003 - Opération Tarpan (21 febbraio 2003 - 19 marzo 2003), missioni di ricognizione in Iraq a supporto degli ispettori dell'ONU nella ricerca e identificazione di siti "sospetti" presunti nascondigli di armi di distruzione di massa. I Mirage IVR rientrarono alla base di Mont-de-Marsan il 19 marzo 2003 e l'indomani la coalizione anglo-americana invase l'Iraq.

## Versioni

### Progetti
- Mirage IV-A: ipotesi con una superficie alare di 78 m² e motorizzato con gli Snecma Atar
- Mirage IV-B: ipotesi con una superficie alare di 130 m², del peso di 57 t e motorizzato con i Pratt & Whitney J75
- Mirage IV-C: ipotesi con una superficie alare di 70 m² e motorizzato con gli Snecma Atar
- Mirage IV-M: ipotesi per una versione imbarcata per la Marine nationale

### Prototipi
- Mirage IV-01: prototipo sperimentale da 32t basato sul Mirage IVC
- Mirage IV-02: prototipo parzialmente equipaggiato di sistemi di navigazione e bombardamento
- Mirage IV-03: prototipo completamente equipaggiato di sistemi di navigazione e bombardamento
- Mirage IV-04: prototipo destinato a garantire la conformità della serie

### Produzione
- Mirage IVA: 62 esemplari realizzati dal prototipo Mirage IV-01
- Mirage IVR: 12 esemplari realizzati convertendo altrettanti Mirage IVA
- Mirage IVP: 18 esemplari realizzati convertendo altrettanti Mirage IVA

## Utilizzatori
Armée de l'air - Commandement des Forces Aériennes Stratégiques CFAS
- 91° Escadre
  - Escadron de reconnaissance stratégique 1/91 « Gascogne » sulla Base aérienne 118 Mont-de-Marsan a Mont-de-Marsan
  - Escadron de bombardement 1/91 « Gascogne » sulla Base aérienne 118 Mont-de-Marsan a Mont-de-Marsan
  - Escadron de bombardement 2/91 « Bretagne » sulla Base aérienne 120 Cazaux a Cazaux
  - Escadron de bombardement 3/91 « Beauvaisis » sulla Base aérienne 110 Creil a Creil
- 92° Escadre
  - Escadron de bombardement 1/92 « Bourgogne » sulla Base aérienne 106 Bordeaux-Mérignac a Mérignac
  - Escadron de bombardement 2/92 « Aquitaine » sulla Base aérienne 106 Bordeaux-Mérignac a Mérignac
- 93° Escadre
  - Escadron de bombardement 1/93 « Guyenne » sulla Base aérienne 125 Istres-Le tubé a Istres e poi sulla Base aérienne 702 Avord a Avord
  - Escadron de bombardement 2/93 « Cévennes » sulla Base aérienne 115 Orange-Caritat a Orange
  - Escadron de bombardement 3/93 « Sambre » sulla Base aérienne 103 Cambrai-Épinoy a Cambrai
- 94° Escadre
  - Escadron de bombardement 1/94 « Bourbonnais » sulla Base aérienne 702 Avord a Avord
  - Escadron de bombardement 2/94 « Marne » sulla Base aérienne 113 Saint-Dizier-Robinson a Saint-Dizier
  - Escadron de bombardement 3/94 « Arbois » sulla Base aérienne 116 Luxeuil-Saint Sauveur a Luxeuil
- il Centre d'instruction des Forces aériennes stratégiques (CIFAS) N° 328 sulla Base aérienne 106 Bordeaux-Mérignac a Mérignac
- l'Escadron de Soutien Technique Spécialisé (ESTS) 2E/096 sulla Base aérienne 106 Bordeaux-Mérignac a Mérignac

## Esemplari attualmente esistenti
- Velivoli n. 6 esposto presso il Musée de Savigny-lès-Beaune.
- Velivoli n. 9 e 62 esposto presso il Musée de l'air et de l'espace a Parigi-Le Bourget.
- Velivolo n. 16 esposto presso l'aeroporto di St Dizier.
- Velivolo n. 43 esposto presso l'aeroporto di Mont-de-Marsan.
- Velivolo n. 45 esposto presso il Cité des sciences et de l'industrie de la Villette.
- Velivolo n. 55 esposto presso il Musée de l'aviation de Montélimar.
- Velivolo n. 56 esposto presso il Conservatoire de l'Air et de l'Espace d'Aquitaine.

### Libri
- (FR)  Alexandre Paringaux, « Le règne du Mirage IV », G. Klopp, coll. Prestige «aéronautique», Thionville, 1995 ISBN 2-906535-03-6
- (FR)  Hervé Beaumont, « Mirage IV : le bombardier stratégique : histoire du vecteur aérien piloté de la force de dissuasion nucléaire française », Larivière, coll. « Docavia », Paris, 2003 ISBN 2-914205-02-3
- (FR)  Jean-Michel Charlier (scénario) et Jijé (dessin), Destination Pacifique, Dargaud Éditeur, Paris, 1969 ISBN 2-205-00338-0 et Menace sur Mururoa (ex-Menace de mort sur Tahiti), Dargaud Éditeur, Paris, 1979 ISBN 2-205-00392-5
- (EN)  Guston, Bill. The Encyclopedia of Modern Warplanes. Blitz Editions (1995). ISBN 1-85605-290-7

### Articoli
- Bernard Bombeau, Le Mirage IV : premier vecteur atomique français, in Air & Cosmos, n. 1993, 22 luglio 2005, ISSN 1240-3113 (WC · ACNP).
- Alain Crosnier, Mirage IVA, bombardier fantastique, in Air Fan, n. 192-198, novembre 2004 - maggio 2005.